# Curtis Organ

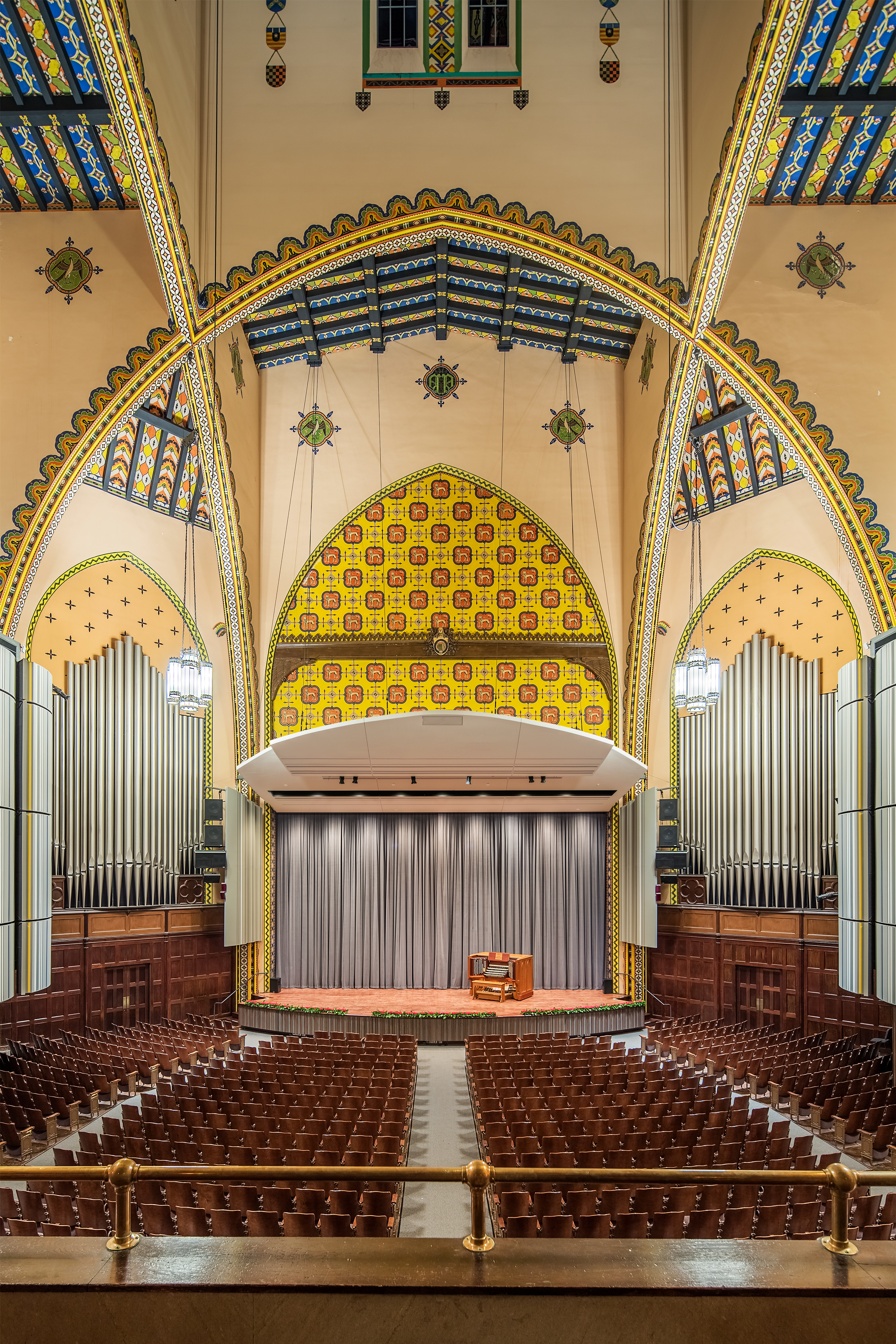
Irvine Auditorium mit der Orgel

Die Curtis Organ, benannt nach dem Verleger Cyrus Curtis, ist mit 133 Registern und 10.731 Pfeifen eine der größten Orgeln der USA. Sie wurde 1926 als Opus 1416 von der Austin Organ Company für die Sesquicentennial Exposition in Philadelphia gebaut und gelegentlich „Orgel der Organisten“ genannt, da sie nach den Vorgaben von fünf prominenten Organisten aus Philadelphia erbaut wurde.

## Geschichte
Curtis erwarb die Orgel, nachdem die Ausstellung in Konkurs ging und schenkte sie der University of Pennsylvania, wo sie in das Irvine Auditorium eingebaut wurde.
Die Orgel enthält das größte Windwerk, das Austin je gebaut hat. Im originalen Aufbau im Auditoriumsgebäude der Sesquicentennial Exposition hatte das Podest der Orgel eine Breite von über 22 Meter. Dieser unter Druck stehende Raum unter den Pfeifen erlaubte den Zugang zu den pneumatischen Mechanismen der Orgel während des Spiels und hätte 100 Personen bequem zum Essen Platz geboten.
Die Orgelmechanik wurde in den 1950er Jahren erneuert, was durch eine Spende von Mary Louise Curtis Bok ermöglicht wurde, der Tochter von Cyrus H. K. Curtis. Ende der 1980er Jahre wurde die Orgel mit einem speziellen MIDI-Interface verbunden, was sie seinerzeit zum weltgrößten MIDI-Instrument machte. 2002 nahm die Austin Organ Company eine Restaurierung der Orgel vor, wobei ein neuer Spieltisch und eine neue elektrische Registertraktur hinzugefügt wurden. Hierbei wurde darauf geachtet, die originale Intonation der Orgel möglichst beizubehalten.

## Disposition
Disposition:
| I Great organ C–c4          |        |
| Bourdon                     | 16′    |
| Violone Dolce               | 16′    |
| First Open Diapason         | 8′     |
| Second Open Diapason        | 8′     |
| Third Open Diapason         | 8′     |
| Fourth Open Diapason        | 8′     |
| Fifth Open Diapason         | 8′     |
| Flauto Major                | 8′     |
| Doppel Flöte                | 8′     |
| Harmonic Flute              | 8′     |
| Bourdon                     | 8′     |
| Clarabella                  | 8′     |
| Gamba (Ext.)                | 8′     |
| Violoncello                 | 8′     |
| Gemshorn                    | 8′     |
| Quint                       | 5 1⁄3′ |
| Octave                      | 4′     |
| Principal                   | 4′     |
| Hohl Flöte                  | 4′     |
| Octave Quint                | 2 3⁄3′ |
| Super Octave                | 2′     |
| Mixture III–IV              | 2′     |
| Mixture V                   | 1 ⁄3′  |
| Double Trumpet              | 16′    |
| French Trumpet              | 8′     |
| Trumpet                     | 8′     |
| French Horn                 | 8′     |
| Tuba Magna (aus Solo)       | 8′     |
| Clarion                     | 4′     |
| Tremolo                     |        |
| Harp                        | 8′     |
| Marimba (aus Solo)          | 8′     |
| Celesta                     | 4′     |
| Cathedral Chimes (aus Solo) |        |

| String Division C–c4 |       |
| Violes V             | 8′    |
| Celestes V           | 8′    |
| Violes III           | 8′    |
| Celestes III         | 8′    |
| Violes II            | 8′    |
| Celestes II          | 8′    |
| Violes III           | 4′    |
| String Mixture III   | 2 ⁄3′ |
| Tremolo              |       |

| II Choir organ C–c4         |        |
| Contra Gamba                | 16′    |
| Double Dulciana             | 16′    |
| Open Diapason               | 8′     |
| Geigen Principal            | 8′     |
| Stopped Diapason            | 8′     |
| Chimney Flute               | 8′     |
| Quintadena                  | 8′     |
| Viole d'Orchestre           | 8′     |
| Viole Celeste               | 8′     |
| Concert Flute               | 8′     |
| Flute Celeste               | 8′     |
| Gemshorn                    | 8′     |
| Gemshorn Celeste            | 8′     |
| Dulciana (Ext.)             | 8′     |
| Principal                   | 4′     |
| Flute d’Amour               | 4′     |
| Dolce (Ext.)                | 4′     |
| Twelfth                     | 2 ⁄3′  |
| Fifteenth                   | 2′     |
| Flageolet                   | 2′     |
| Dulcet (Ext.)               | 2′     |
| Seventeenth                 | 1 3⁄5′ |
| Dulcinet (Ext.)             | 1′     |
| Cornet Mixture III          | 2 ⁄3′  |
| Trombone                    | 16′    |
| Baryton                     | 16′    |
| Bass Clarinet               | 16′    |
| Cor Anglais                 | 16′    |
| Tromba                      | 8′     |
| Orchestral Horn             | 8′     |
| Orchestral Oboe             | 8′     |
| Clarinet                    | 8′     |
| Cor Anglais                 | 8′     |
| Vox Humana                  | 8′     |
| Tromba Clarion              | 4′     |
| Tremolo                     |        |
| Harp (aus Gr)               | 8′     |
| Cathedral Chimes (aus Solo) |        |

| II Trombone Chorus C–c4 |     |
| Contra Trombone         | 16′ |
| First Tromba            | 8′  |
| Second Tromba           | 8′  |
| First Clarion           | 4′  |
| Second Clarion          | 4′  |

| III Swell organ C–c4 |        |
| Bourdon              | 16′    |
| Gemshorn             | 16′    |
| Diapason Phonon      | 8′     |
| Open Diapason        | 8′     |
| Horn Diapason        | 8′     |
| Geigen Principal     | 8′     |
| Melodia              | 8′     |
| Rohr Flöte           | 8′     |
| Viola d'Gamba        | 8′     |
| Viole d'Orchestre    | 8′     |
| Viole Celeste III    | 8′     |
| Salicional           | 8′     |
| Voix Celeste         | 8′     |
| Flauto Dolce         | 8′     |
| Unda Maris           | 8′     |
| Principal            | 4′     |
| Traverse Flute       | 4′     |
| Flute d’Amour        | 4′     |
| Violina              | 4′     |
| Twelfth              | 2 ⁄3′  |
| Fifteenth            | 2′     |
| Flautina             | 2′     |
| Seventeenth          | 1 3⁄5′ |
| Twenty First         | 1 ⁄7′  |
| Twenty Second        | 1'     |
| String Mixture V     | 2 ⁄3′  |
| Mixture IV           | 1 ⁄3′  |
| Contra Fagotto       | 16     |
| Vox Humana           | 8′     |
| French Trumpet       | 8′     |
| Cornopean            | 8′     |
| Oboe                 | 8′     |
| Corno d'Amore        | 8′     |
| Vox Humana II        | 8′     |
| Clarion              | 4′     |
| Vox Humana           | 4′     |
| Tremolo              |        |

| IV Solo organ C–c4       |     |
| Grand Diapason Phonon    | 8′  |
| Flauto Major             | 8′  |
| Gross Gamba              | 8′  |
| Gamba Celeste            | 8′  |
| Gedeckt                  | 8′  |
| Concert Flute (aus Ch)   | 8′  |
| Flûte Ouverte            | 4′  |
| Flûte d'Amour (aus Ch)   | 4′  |
| Concert Piccolo          | 2′  |
| Tuba Profunda            | 16′ |
| Tuba Magna               | 8′  |
| Harmonic Tuba            | 8′  |
| French Bugle             | 8′  |
| Hunting Horn             | 8′  |
| Bell Clarinet            | 8′  |
| French Horn (aus Gr)     | 8′  |
| Orchestral Oboe (aus Ch) | 8′  |
| Cor Anglais (aus Ch)     | 8′  |
| Clarinet (aus Ch)        | 8′  |
| Tuba Clarion             | 4'  |
| Tremolo                  |     |
| Marimba                  | 8′  |
| Harp (aus Gr)            | 8′  |
| Glockenspiel             | 4′  |
| Carillons                | 4′  |
| Xylophone                | 4′  |
| Celesta (aus Gr)         | 4′  |
| Cathedral Chimes         |     |

| Pedal C–g1                        |         |
| Resultant Bass                    | 64′     |
| Double Open Diapason              | 32′     |
| Contra Violone                    | 32′     |
| Contra Bourdon                    | 32′     |
| First Open Diapason               | 16′     |
| Second Open Diapason (Ext.)       | 16′     |
| Metal Open Diapason               | 16′     |
| Diaphone                          | 16′     |
| Violone (Ext.)                    | 16′     |
| First Bourdon                     | 16′     |
| Second Bourdon (Ext.)             |         |
| Lieblich Gedeckt (aus SW)         | 16′     |
| Gamba (aus Ch)                    | 16′     |
| Violes Celeste III (aus String)   | 16′     |
| Dulciana (aus Ch)                 | 16′     |
| Gross Quint (Ext.)                | 10 2⁄3′ |
| Octave (Ext.)                     | 8′      |
| Principal (Ext.)                  | 8′      |
| Gross Flute (Ext.)                | 8′      |
| Flauto Dolce (aus SW)             | 8′      |
| Dulciana (aus Ch)                 | 8′      |
| Violes Celeste III (aus SW)       | 8′      |
| Violoncello Celeste II (aus Solo) | 8′      |
| Twelfth (Ext.)                    | 5 1⁄3′  |
| Octave Flute (Ext.)               | 4′      |
| Mixture V                         | 5 1⁄3′  |
| Contra Bombarde                   | 32′     |
| Bombarde                          | 16′     |
| First Trombone                    | 16′     |
| Second Trombone (aus Ch)          | 16′     |
| Tuba Profunda (aus TM)            | 16′     |
| Contra Fagotto (aus SW)           | 16′     |
| Bass Clarinet (aus Ch)            | 16′     |
| Tromba (Ext.)                     | 8′      |
| Harmonic Tuba (aus TM)            | 8′      |
| Clarion (Ext.)                    | 4′      |
| Tuba Clarion (aus TM)             | 4′      |
| Marimba (aus Solo)                | 4′      |
| Glockenspiel (aus Solo)           | 4′      |
| Cathedral Chimes (aus Solo)       |         |

- Koppeln: I/II, I/IV, II/I, II/I 16′, II/I 5 1⁄3′, II/I 4′, II/II 16′, II/II 4′, II/III, II/III 16′, II/III 4′, II/IV, III/I, III/I 16′, III/I 4′, III/I 2′, III/II, III/II 16′, III/II 4′, III/III 16′, III/III 4′, III/IV, IV/I, IV/I 16′, IV/I 4′, IV/II, IV/II 16′, IV/II 4′, IV/III, IV/III 16′, IV/III 4′, IV/IV 16′, IV/IV 4′, String/I, String/II, String/III, String/IV, String 16′, String 4′, Trombone/I, Trombone/II, Trombone/III, Trombone/IV, I/P, I/P 4′, II/P, II/P 5 1⁄3′, II/P 4′, III/P, III/P 4′, III/P 2′, IV/P, IV/P 4′, String/P, Trombone/P, P/P 10 2⁄3′, P/P 8′
- Spielhilfen: General Combinations, Divisional Combinations (für jedes Werk), Coupler Combinations, Full String Organ, Great to Choir Transfer, Orchestral Crescendo On, Solo Off Crescendo, Combination Setter, Combination Range, General Cancel, Register Crescendo, Choir Unison Off, Swell Unison Off, Solo Unison Off

## Aufnahmen
- Music From The Curtis Organ, Ted Alan Worth (1988) [CORS CD-141601]
- A Midsummer Night’s Dream, Ken Cowan (1997) [CORS CD-141602]